# Editorial Albert Martín
La Editorial Albert Martín fou una editorial barcelonina fundada per Albert Martín, el qual la va dirigir fins al 1917, any de la seva mort. Després, al capdavant de l'editorial va continuar la seva filla Dolors Martín Zamora. Es va especialitzar en publicacions de caràcter geogràfic, folklòric i turístic, ja que el seu principal objectiu era donar a conèixer i divulgar els diferents indrets de la península Ibèrica pel que fa a l'art, l'arqueologia, la història i la geografia.
Va publicar Catalunya il·lustrada (5 volums), de Francesc Carreras Candi, la Geografia general de Catalunya (6 volums), dirigida pel mateix Carreras Candi, i Turismo práctico. Folklore y costumbres de España, entre d'altres. Atesa la temàtica de les seves publicacions i, probablement, la seva filosofia, l'editorial utilitzava molt material fotogràfic de qualitat per il·lustrar les obres.

## Fons
El seu fons fotogràfic es conserva a la Biblioteca de Catalunya (18.780 documents) i a l'Arxiu Fotogràfic de Barcelona (6334 documents). El fons conté documentació generada per l'activitat editorial de l'empresa, i inclou fotografies, la majoria estereoscòpiques, de ciutats i pobles d'Espanya, també de les colònies espanyoles del nord d'Àfrica. El conjunt fotogràfic ajuda a conèixer el patrimoni històric del país. La major part de les fotografies es van fer per il·lustrar les diferents obres de geografia produïdes per l'editorial, i molt particularment la col·lecció "El turismo práctico, colección de vistas estereoscópicas de España".
Les imatges són fetes per fotògrafs professionals com Sala, Adolf Mas, Enric Castellà, Guïxens, Guixà, que van recórrer el país per plasmar la riquesa del paisatge monumental i arquitectònic.